# Dalia Mya Schmidt-Foß
Dalia Mya Schmidt-Foß (* 1. März 2002 in Berlin) ist eine deutsche Synchronsprecherin und Influencerin, die vor allem über das soziale Netzwerk TikTok bekannt wurde.

## Leben
Schmidt-Foß ist die Tochter von Dascha Lehmann und Dennis Schmidt-Foß, die Nichte von Gerrit Schmidt-Foß und die Enkelin von Manfred Lehmann.
Seit Mitte der 2000er Jahre ist sie als Synchronsprecherin tätig. Seit November 2015 veröffentlicht sie Videos auf TikTok (damals musical.ly). Im August 2023 hatte sie 6,2 Millionen Follower.
Ab März 2019 spielte Schmidt-Foß die Rolle der Hanna sowie 2021 die Rolle der Elisa in der von Jonas Ems produzierten Serie Krass Klassenfahrt. Außerdem wirkte sie als Darstellerin in der vierten Staffel der Nickelodeon-Serie Spotlight mit.

## Werk (Auswahl)
Filmografie
- 2019, 2021: Krass Klassenfahrt (Webserie)
- 2019–2020: Spotlight (Fernsehserie)
- 2020: Villa der Liebe (Webserie)

Synchronrollen
- 2006–2014: Grey’s Anatomy (Fernsehserie) – Shelby Zemanek als Clementine
- 2010–2018: Adventure Time (Fernsehserie) – Niki Yang als Beemo
- 2013–2015: Dance Moms (Fernsehserie) – Chloe Lukasiak als Chloe Lukasiak
- 2016–2018: Schreck-Attack (Fernsehserie) – Jillian Shea Spaeder als Bailey
- 2018: Mia und der weiße Löwe – Daniah De Villiers als Mia
- 2020: Die Croods – Alles auf Anfang – Kelly Marie Tran als Dawn Bessermann
- 2023: Der Super Mario Bros. Film – Anya Taylor-Joy als Prinzessin Peach
- 2023: Blue Beetle – Becky G als Khaji-Da
- 2025: Daredevil: Born Again – Camila Rodriguez als Angela Del Toro
- 2025: Die Åre-Morde – Frida Argento als Ebba Niemi

## Auszeichnungen (Auswahl)
- 2020: Nickelodeon Kids’ Choice Awards 2020 in der Kategorie Lieblings-Social-Media-Star – The New Generation: Deutschland, Österreich, Schweiz
- 2020: Tiger Award in der Kategorie Content Creator[3]